# 坂本光久
坂本 光久 （さかもと みつひさ、1月7日 - ）は、日本の音楽プロデューサー、ソングライター、ギタリスト、編曲家。東京都出身。血液型はO型。

## 来歴
14歳の時、実家にあったクラシックギターをきっかけに独学でギターを始める。
1999年、『YOUNG GUITAR』で開催されたギターコンテスト『GIT MASTERS』で初代チャンピオンを獲得し賞品としてCDデビューする。
2000年、アメリカの音楽学校『ミュージシャンズ・インスティチュート』に短期留学する。帰国後よりRolandなど楽器メーカーのデモンストレーションや雑誌への寄稿、ギター講師、セッションなど本格的に活動を開始する。
2004年、ギター器楽曲アルバム『GET OFF THE GROUND』を自主制作で発売。ドラムスに小柳"cherry"昌法、ベース・寺沢功一のトリオ編成でライブを行う。
2006年、『ランブルローズXX』サウンドトラックCDに参加。avexより発売される。
2007年、渋谷BOXXにて開催された松澤由美10th Anniversary Liveのギターサポートを担当。avexスタッフの紹介により五十嵐充が結成したロックバンドRUSHMOREに加入した事がブログで発表された。
2009年10月、AAAのシングル『Hide-away』収録『Find You』にギタリストとして参加。12月23日、avexよりRUSHMOREのアルバム『REASON OF FOUR SEASONS』発売、メジャー・デビュー。本作では器楽曲含む5曲の作曲を担当、『CALL』では作詞・作曲を担当した。
2012年、ブログのプロフィール欄に『RUSHMORE（活動休止中）』と記載され、事実上の解散状態である事が明らかになった。『Daisy×Daisy』「2012 winter DangerousxDelicious」ツアーに参加。東京、名古屋、大阪、全公演のギターサポートを担当。
2013年、6年振りに「Strike Back Again」と銘打ちソロライブを行う。メンバーは小柳"cherry"昌法（ドラム）Ju-ken（ベース）篠崎恭一（マニピュレーター）、ゲストボーカルに美底マサノリが参加。
2015年、佐咲紗花『5th Anniversary Live 2010-2015 ～Genesis～”』、『新田恵海1st Live「EMUSIC〜始まりの場所〜」』、和楽器バンドのベーシスト「亜沙」のソロライブ「明生革命〜維新の宴〜」でそれぞれギターサポートを担当。水瀬いのりデビュー曲「夢のつぼみ」のギターコーディングを担当。
2016年、佐咲紗花 『LIVE TOUR 2016 -Grand Atlantico Blue-』仙台、大阪、東京、全公演のギターサポートを担当。
2016年6月4日、パシフィコ横浜で開催された『新田恵海 LIVE 2016 EAST EMUSIC〜つなぐメロディー〜』でギターサポートを担当。6月24日、ボーカリスト・美底マサノリとユニット「Beautiful Underground」を結成し初ライブを行うが、同年9月美底の引退宣言により本格始動前にユニット解消となった。7月31日、神戸国際会館で開催された『新田恵海 LIVE 2016 WEST EMUSIC〜つなぐメロディー〜』でギターサポートを担当。10月19日、パシフィコ横浜で開催された「新田恵海 LIVE 2016 EAST EMUSIC〜つなぐメロディー〜」のライブBlu-rayが発売。「盟約の彼方」において世界初となる7弦ギターのボウイング奏法が披露された。12月25日、『佐咲紗花クリスマスライブMeltylight』でギターサポート。LINE LIVEにより生放送された。
2017年5月10日、女性ギタリスト「YASHIRO」のソロアルバム「Astraia」にプロデューサー、作編曲などで参加。新田恵海のシングル「ROCKET HEART」MVにemitsun bandのメンバーとして出演。6月、佐咲紗花「LIVE TOUR 2017 -Fated Crown-」大阪、秋田、神奈川、全公演のギターサポートを担当。7月、新田恵海の台湾ファンミーティング「ROCKET HEART in TAIWAN」に参加。アニメ「弱虫ペダルNEW GENERATION」挿入歌「ヒメのくるくる片思い」のギターレコーディングを担当。8月、中野サンプラザにて二日間に渡り開催された「新田恵海 LIVE Trace of emusic」のギターサポートを担当。完売していた自身のソロアルバム「GET OFF THE GROUND」をHPにて再発。MBS/TBS系列アニメ「100%パスカル先生」のED曲ギターレコーディングを担当。「XYZ TOUR 2017 SUMMER」東京、札幌、名古屋、大阪のZEPPツアーのギターサポートを担当。10月よりNHKみんなのうたでOAされる「ももくろちゃんZ」（ももいろクローバーの別名義）「求(Q)愛(I)ある(R)ある(R)アニマルダンス」のギターレコーディングを担当。

## 人物
HR/HMの洋楽バンドに精通しており、ブログやTwitterでよく話題にしているが、HR/HMに影響を受けたのは楽器を始めてからであり、音楽的な原体験は50年代や60年代のオールディーズであると述べジョージ・リンチ、ジョン・サイクス、レブ・ビーチ等に影響を受けている。
ギターは「ギブソン・レスポール HISTRIC99」「ポール・リード・スミス CE22」「シェクター ストラトキャスターモデル」「ESP SNAPPER 」「E-II」などを使用。アコースティック・ギターは「TAYLOR」クラシック・ギターは「Cordoba」「Godin」を使用。アンプは「DIEZEL VH-4」「MORIN PRIAMP」「マーシャル JCM2000」「Bogner」などを使用。エフェクトシステムはOVALTONEによりビルドアップされており、同社のエフェクト「GD-013」などを主に愛用している。
DTMにも精通しており、自宅スタジオ『ROOM32』を建築し『Pro Tools』及び『Logic Pro』を使用している。2015年より「Presonus Studio One」を使用。
愛用の眼鏡はJINS PC。近視でパイロットになる夢を諦めたと述べている。
2016年5月より自身のTwitterにて「ツナ活」と称して「＃いまツナがっていく」のハッシュタグと共にツナマヨネーズのおにぎりなどツナ料理の写真をほぼ毎日投稿した。これは新田恵海ライブ「EMUSIC 〜つなぐメロディー〜」のタイトルに掛けた願掛けのようなもので、7月31日神戸国際会館公演まで続けると自身のツイキャスにて宣言した。趣旨が理解されず、ツナが大好物だと誤解され様々な現場で自分だけツナ料理を出され悩んでいると同ツイキャスにて告白した。
「ROCKET HEART」のMVでは一部のシーンでジャケットのボタンを掛け違えていることを新田恵海のえみゅーじっく♪ろけっつ☆にて暴露された。